# Деметріус Піндер
Деметріус Піндер  (англ. Demetrius Pinder, 13 лютого 1989) — багамський легкоатлет, олімпійський чемпіон.

## Виступи на Олімпіадах
| Олімпіада   | Дисципліна              | Місце |
| ----------- | ----------------------- | ----- |
| Лондон 2012 | біг на 400 метрів       | 7     |
| Лондон 2012 | естафета 4 x 400 метрів | 1     |
| Ріо 2016    | біг на 200 метрів       | DSQ   |

## Зовнішні посилання
- Досьє на sport.references.com [Архівовано 25 вересня 2015 у Wayback Machine.]